# فيليسيا دي روسي
فيليسيا دي روسي (حوالي. 1060 - 3 مايو 1123) كانت ملكة أراغون ونافارا القرينة بزواجها من سانشو راميريث.
أنجبت له ثلاثة أبناء:-
- فرناندو.
- ألفونسو المحارب الأول ملك أراغون.
- راميرو الثاني ملك أراغون، والد بيترونيلا ملكة أراغون.